# Едисанская Орда

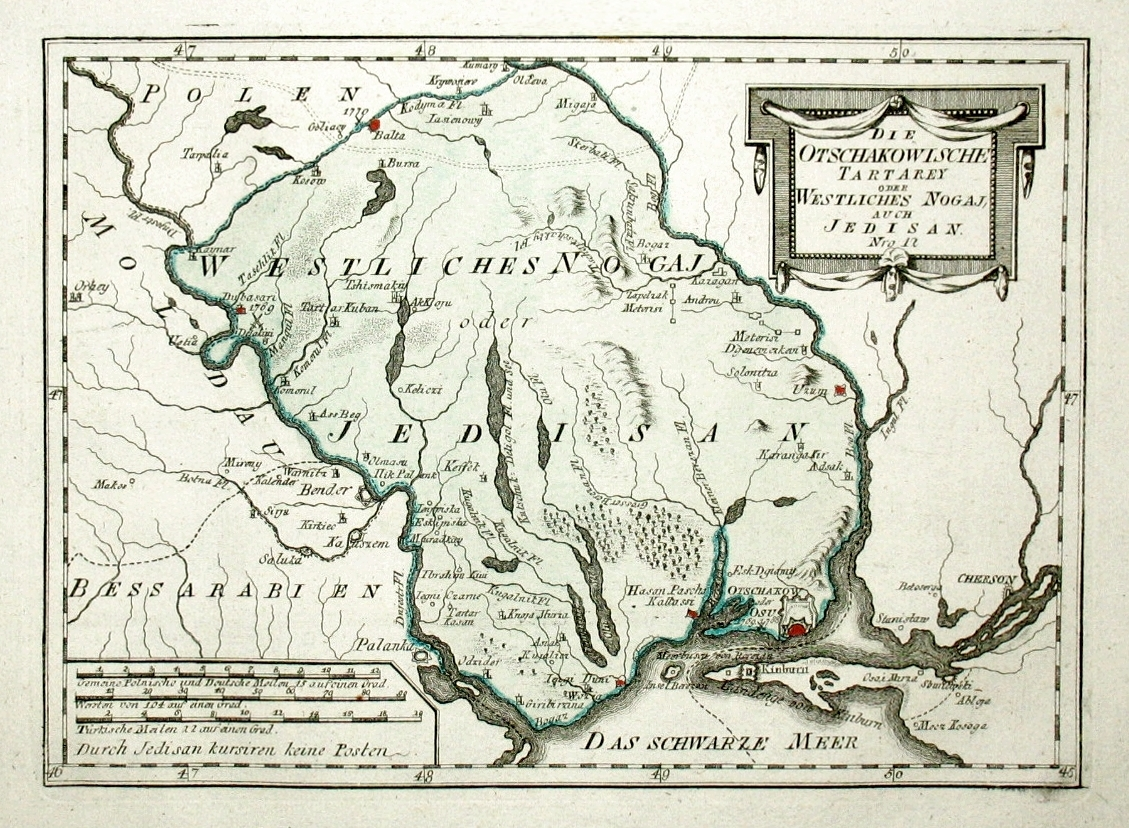
Карта, изданная в Вене около 1790 года, на которой указаны границы области «очаковских татар или западных ногаев в Едисане»

Едисанская Орда, Очаковская Орда — названа так от соседства с крепостью Очаков, ответвление Малой Ногайской Орды, пришедшее из Кубанских степей и занимавшее с 1728 года южные степи между низовьями Днепра, Южного Буга и Днестра, от побережья Чёрного моря и на север до реки Кодымы.
Центром Орды был Очаков, который вместе с окружающей местностью подчинялся непосредственно Османской империи. Остальная историческая область Едисан тогда находилась в вассальной зависимости от Крымского ханства. Во главе орды стоял каймакам или сераскер.
Главными направлениями хозяйства были скотоводство, торговля и частично земледелие. Едисанская Орда принимала участие в нападениях на Речь Посполитую и южнорусские земли.
В ходе русско-турецкой войны 1768—1774 Орда в 1770 году признала протекторат Российской империи и в 1771 году откочевала на Кубань. Но по Кючук-Кайнарджийскому договору 1774 года, Орда на короткое время получила самостоятельность и снова стала вассалом Крымского ханства, часть едисанцев турки вернули к Очакову. В 1781 году произошло восстание ногайцев на Кубани против крымских властей, находившихся под протекторатом Российской империи. Указом Екатерины II Орда была ликвидирована в апреле 1783 года, но, не желая подчиняться, снова подняла восстание, которое было подавлено. В ходе Русско-турецкой войны 1787—1791 годов, едисанцы в 1790 году были переселены в междуречье Молочных Вод и Берды, а часть их откочевала в степи Южной Бессарабии, присоединившись к Буджакской орде.
После Крымской войны 1853—1856 годов почти все едисанские ногайцы были выселены на территорию Османской империи.